# Manufacture d'armes de Versailles
La Manufacture d'armes de Versailles est une fabrique française d'armement - en particulier d'armes à feu - établie à Versailles en août 1793 et qui cessa ses activités en août 1818. Le célèbre armurier Nicolas-Noël Boutet en est nommé « directeur-artiste » par décret du 23 août 1792, dans le cadre de la réorganisation de la production nationale d'armement décidée par l'Assemblée Législative le 19  et en conserve l'administration sous le Directoire. Sous le Consulat et à l'époque impériale, « la manufacture impériale de Versailles, qui produisait à l'origine des armes de guerre, se spécialisa dans la production d'armes de luxe, destinées surtout à la récompense d'officiers distingués » et en particulier d'armes d'honneur et de sabres d'apparat, la manufacture employant plus de quatre cents ouvriers.

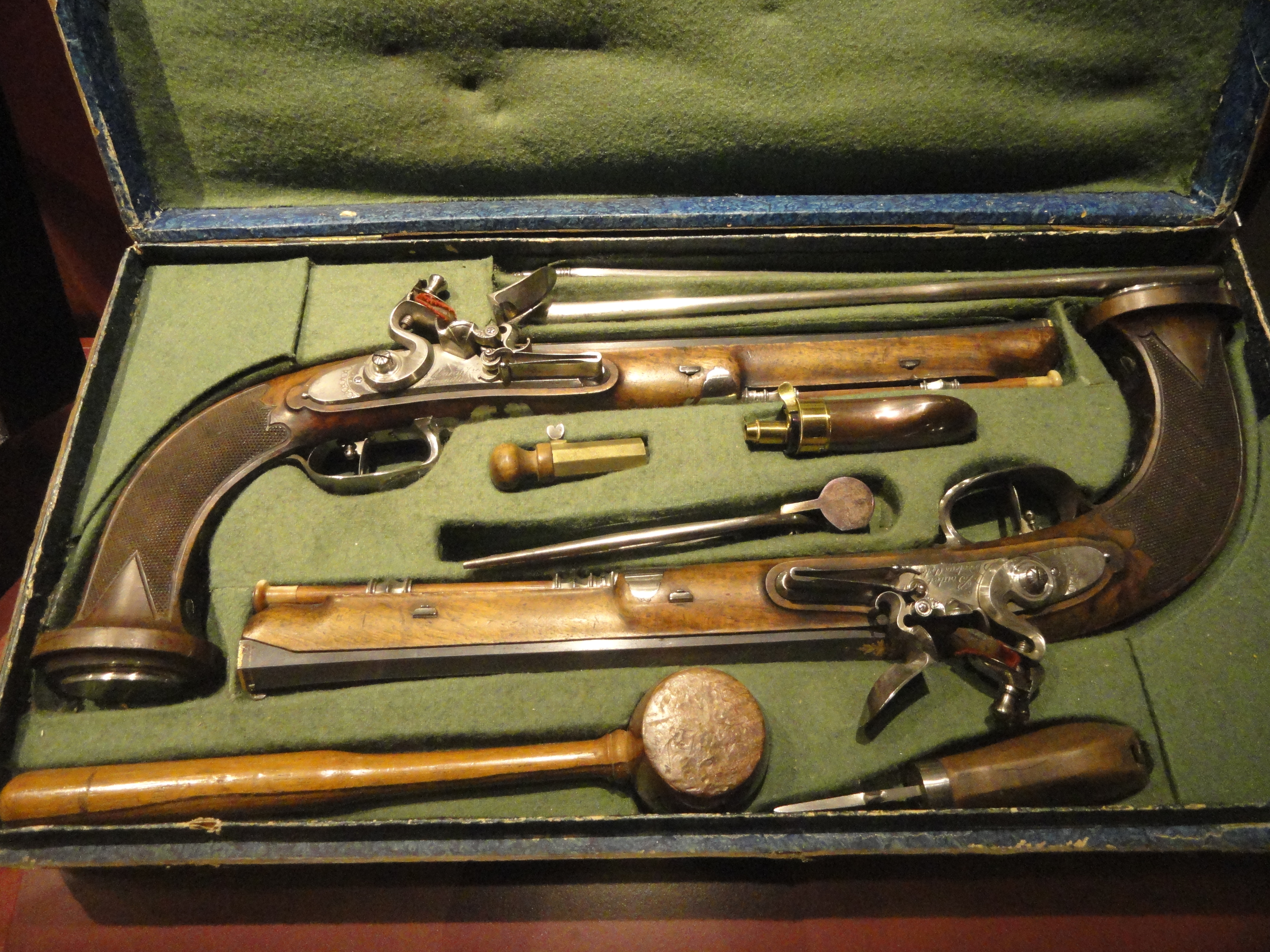
Paire de pistolets de duel dans leur coffret, Nicolas Boutet à la Manufacture de Versailles, conservés au Royal Ontario Museum à Toronto.

## Armement militaire

### Période révolutionnaire

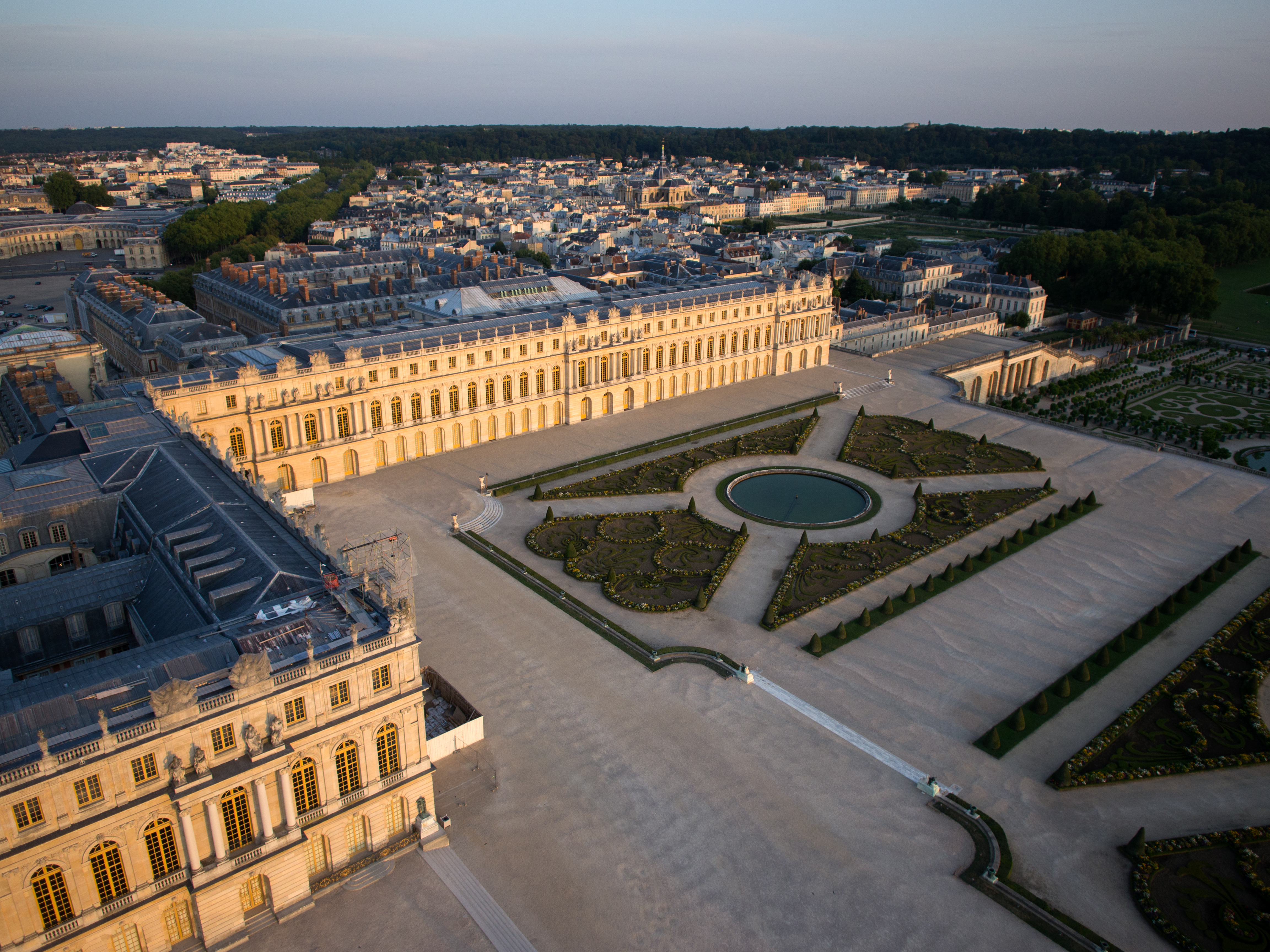
L'Aile du Midi du Palais de Versailles où fut installé l'atelier d'armurerie sous la Révolution.

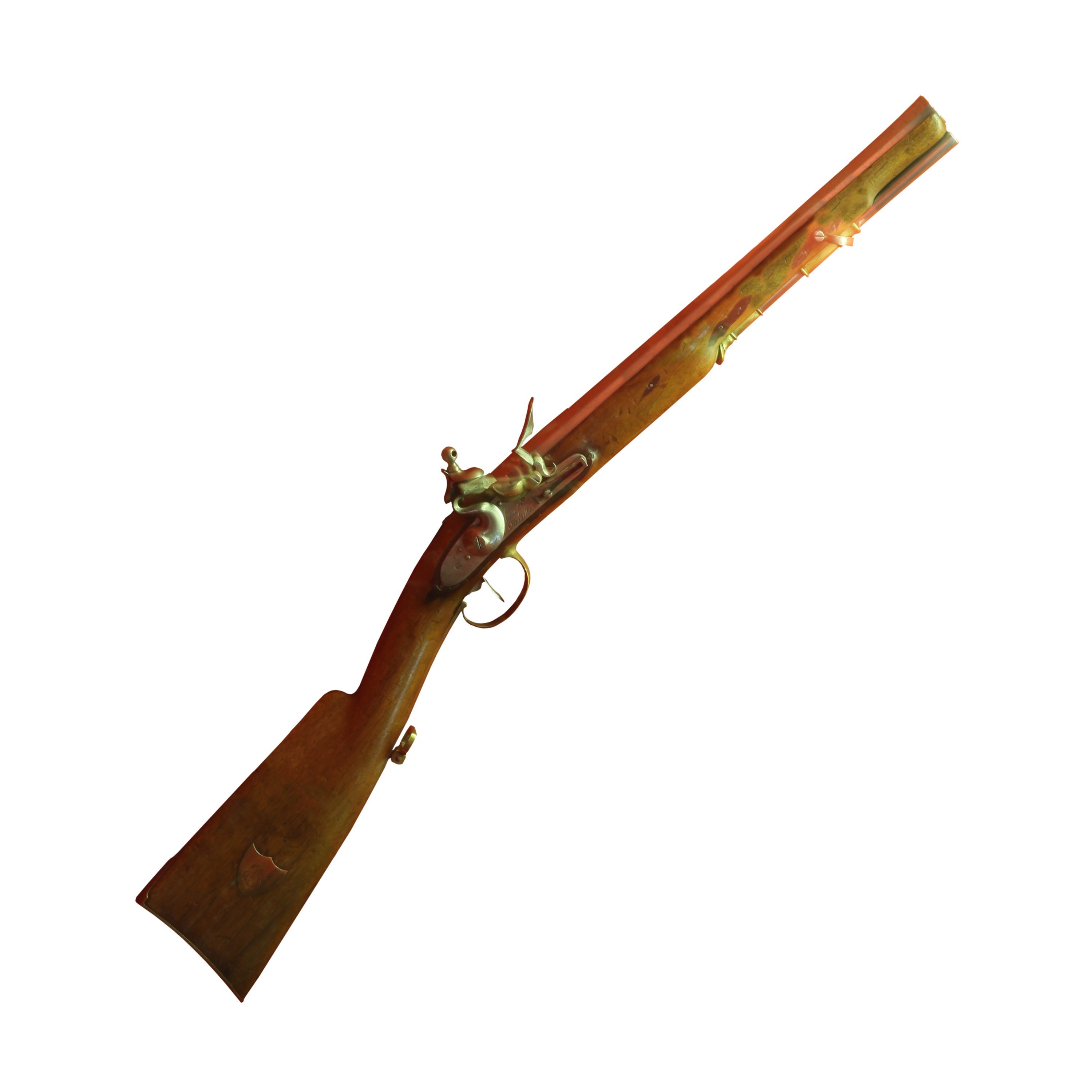
Carabine modèle 1793 conservée au Musée d'art et d'histoire de Neuchâtel.

Un atelier de fabrication d'armes de guerre est inauguré le 7 octobre 1793, qui deviendra la « Manufacture d’armes de Versailles » le 1er février 1794. Il est initialement installé dans l'Aile du Midi du Palais de Versailles, avant d'occuper le Grand Commun.
Cet atelier est créé « à l'initiative du Conseil de la commune en rassemblant les armuriers qui fournissaient la ci-devant Cour ». La manufacture sera administrée par un agent comptable et un directeur et se dote d'un règlement de travail quasiment militaire, le rythme de la journée de travail étant donné par le tambour et les appels et les désordres étant passibles de la maison d'arrêt. Boutet en fut dans un premier temps le directeur technique, la direction générale étant assurée un moment par Pierre Bénézech, appelé par le comité de salut public en 1794 à présider la onzième commission des armes, poudres et exploitation des mines.

#### La carabine modèle 1793 et ses variantes
En 1793, la manufacture met au point une carabine, dans des versions « infanterie » et « cavalerie », qui, dans cette dernière version, sera adoptée aux armées sous le nom de « carabine An III ».

### Consulat et Premier empire
En 1810, le capitaine Gaspard Gourgaud, polytechnicien, officier d'artillerie et futur premier officier d'ordonnance de l'Empereur, y est détaché en qualité de conseiller technique.  Selon Charles Théodore Beauvais de Préau, auteur des « Victoires et conquêtes des armées françaises », il y aurait apporté plusieurs changements utiles aux armes à feu.

#### Armes d'honneur et armes d'apparat

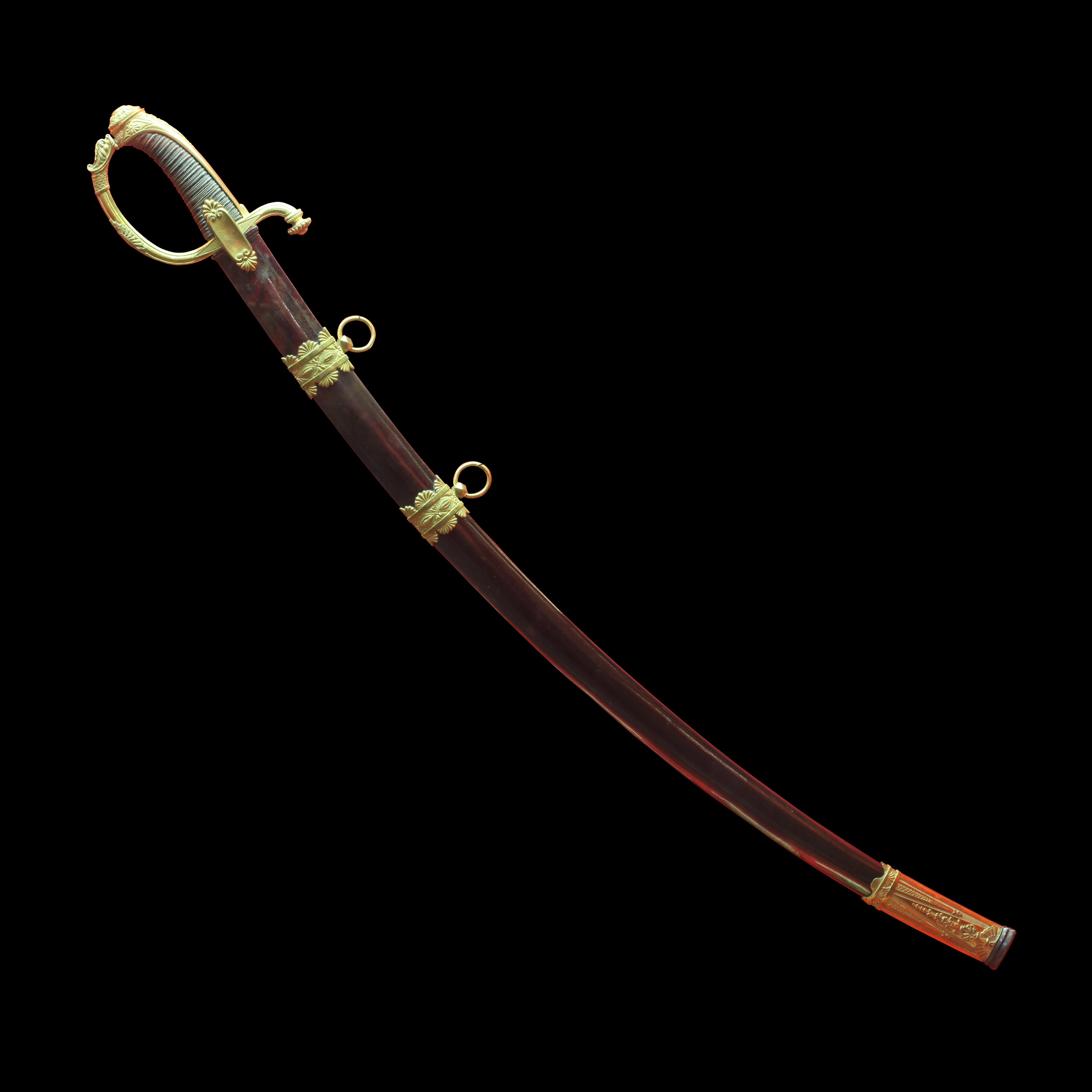
Sabre d'apparat de cavalerie, Premier empire, conservé au Musée d'art et d'histoire de Neuchâtel.

Les premières remises d'armes d'honneur, destinées à honorer des actes de bravoure individuels, se firent en Italie pendant la campagne de 1796-1797, à l'initiative du général Bonaparte à la suite de la publication d'un ordre du jour daté de Passeriano le 11 fructidor An V. La tradition est codifiée par un ordre du jour du 14 pluviôse An II et officiellement instituée sous le Consulat par un arrêté du 4 nivôse An VII. Après la loi du 29 floréal An X créant la Légion d'honneur, les armes d'honneur ne seront plus distribuées ; elles continueront à être portées par leurs titulaires pendant toute leur carrière.
Ces armes étaient de différents types : fusils ou carabines et sabres briquets pour les fantassins, sabres et pistolets pour les officiers, sabres et mousquetons pour la cavalerie. « Toutes ces armes étaient du modèle réglementaire, mais de finition plus soignée. Elles étaient garnies des tributs d'argent à 15 onces ». Les armes à feu présentaient un « écusson attributif sur la joue droite de la crosse portant le nom du bénéficiaire avec indication de l'action d'éclat ayant motivé la remise » ; les lames des armes blanches étaient fournies par la Manufacture d'armes de Klingenthal. « À partir du 4 nivôse An VIII, toutes les armes sortent exclusivement de la Manufacture de Versailles ».
Armes d'honneur et armes d'apparat « vont être usinées avec tant de précision dans les décors, dans les ciselages, dans les plaquages d’or, dans leurs références historiques que ces armes vont devenir des chefs-d'œuvre. En effet, Nicolas-Noël Boutet fera appel à des maîtres d’œuvre d’orfèvrerie afin d’obtenir des pièces d’une immense élégance tant leurs finitions seront soignées. L’Empereur Napoléon 1er, attaché à ses armées, honorera le travail de cette Manufacture. ».

## Marché civil
À côté de la production d'armes de guerre, la manufacture se lance aussi dans celle d'armes destinées au marché civil : pistolets de duel, pistolets de poche d'auto-défense et surtout armes de chasse.